# Независни универзитет Бања Лука
Независни универзитет Бања Лука је приватни универзитет у Бањој Луци. Основан је 2005. године под називом Факултет за друштвене и политичке науке, док је од 2007. регистрован као универзитет када је усвојио данашњи назив.

## Историја
Као високошколска установа, Независни универзитет Бања Лука, основан је 2005. године под називом Факултет за друштвене и политичке науке, да би се 2007. године регистровао као Универзитет и наставио да ради под називом Независни универзитет Бања Лука. Мисија НУБЛ-а је да се повезивањем научно истраживачког рада, умјетничког стваралаштва, образовања, науке, струке и умјетности, као и реализацијом постојећих и нових студијских програма, студенти оспособе за обављање послова у глобалном и технолошки високо развијеном окружењу.

## Организација
Независни универзитет Бања Лука чини следећих седам факултета:
- Економски факултет
- Педагошки факултет
- Факултет за политичке науке
- Факултет за екологију
- Факултет за информатику
- Факултет лијепих умјетности
- Факултет за безбједност и заштиту